# Schwalm-Eder
Schwalm-Eder é um distrito da Alemanha, na região administrativa de Kassel, estado de Hessen.

## Cidades e Municípios
- Cidades:

1. Borken
2. Felsberg
3. Fritzlar
4. Gudensberg
5. Homberg (Efze)
6. Melsungen
7. Neukirchen
8. Niedenstein
9. Schwalmstadt
10. Schwarzenborn
11. Spangenberg

- Municípios:

1. Bad Zwesten
2. Edermünde
3. Frielendorf
4. Gilserberg
5. Guxhagen
6. Jesberg
7. Knüllwald
8. Körle
9. Malsfeld
10. Morschen
11. Neuental
12. Oberaula
13. Ottrau
14. Schrecksbach
15. Wabern
16. Willingshausen